# Handianus ulug-begi
Handianus ulug-begi är en insektsart som beskrevs av Dlabola 1960. Handianus ulug-begi ingår i släktet Handianus och familjen dvärgstritar. Inga underarter finns listade i Catalogue of Life.